# Leute wie du und ich
Leute wie Du und ich ist eine Fernsehserie des ZDF.

## Inhalt
Jede Folge besteht aus mehreren in sich abgeschlossenen, unterhaltsamen Geschichten, die in Berlin und München spielten und die Sorgen und Nöte der kleinen Leute zum Thema hatten. In allen Episoden übernimmt Harald Juhnke eine der Hauptrollen.

## Gaststars
In Nebenrollen sind in der Serie viele bekannte deutsche Schauspieler zu sehen. Dazu zählten Brigitte Mira, Tilly Lauenstein, Peer Schmidt, Gustav Knuth, Gert Haucke, Elisabeth Volkmann, Peter Schiff, Jürgen Thormann, Gila von Weitershausen, Harry Wüstenhagen, Jutta Speidel, Herbert Herrmann, Gerd Baltus und Paul Dahlke.

## DVD-Veröffentlichung
2010 erschienen sämtliche Folgen der Serie als Box mit 2 DVDs.